# Justicia o resistencia
Justicia o resistencia es el segundo álbum de estudio de la banda argentina de thrash metal Malón, publicado en octubre de 1996 por EMI. En esta obra, la banda decidió incursionar en el denominado groove metal, haciendo un sonido más contemporáneo, pesado y rápido. Al igual que su antecesor, Espíritu combativo, las letras mantuvieron la preocupación social y por los derechos humanos. Se incluyeron como bonus tracks una versión pesada de la canción folclórica «Si se calla el cantor» de Horacio Guarany y Mercedes Sosa, además de «Gatillo fácil» como tema oculto, ambos grabados en vivo en un concierto del 8 de junio de 1996 en la discoteca Cemento. Años más tarde la banda relanza una remasterización en el 2019 junto con su primer disco Espíritu Combativo, en donde en ambos discos se les agregaron dos canciones como bonus tracks. En Justicia o resistencia incluyeron los temas: "Abran cancha" y "Escupiendo odio".

## Lista de canciones
Todas las canciones por Antonio Romano, Claudio Strunz, Claudio O'Connor y Karlos Cuadrado, excepto el track 12

| N.º | Título                                                | Duración |  |
| 1.  | «Nido de almas»                                       | 4:15     |  |
| 2.  | «Grito de Pilagá»                                     | 4:43     |  |
| 3.  | «Hipotecado»                                          | 5:03     |  |
| 4.  | «Cicatrizando»                                        | 3:53     |  |
| 5.  | «Bajo el dominio danzante»                            | 5:33     |  |
| 6.  | «Sobaco ilustrado»                                    | 4:24     |  |
| 7.  | «Orgías bacanales»                                    | 4:32     |  |
| 8.  | «El gran pozo criollo»                                | 4:36     |  |
| 9.  | «Judas de oficio»                                     | 4:13     |  |
| 10. | «Revolución nacional»                                 | 4:19     |  |
| 11. | «30.000 plegarias» (acústico)                         | 5:35     |  |
| 12. | «Si se calla el cantor» (de Horacio Guarany, en vivo) | 3:38     |  |
| 13. | «Gatillo fácil *» (tema oculto, en vivo)              | 3:33     |  |
| 14. | «Abran Cancha *»                                      | 4:23     |  |
| 15. | «Escupiendo Odio *»                                   | 2:57     |  |

* Canciones Bonus Tracks incluidas en la reedición lanzada en 2019.

## Créditos
- Claudio O'Connor - Voz líder y coros
- Antonio Romano - Guitarra acústica y eléctrica
- Claudio Pato Strunz - Batería y coros
- Karlos Cuadrado - Bajo

## Músico sesionista
- Ramón Orihuela - Teclado y mini moog en "30.000 plegarias"